# Jean-Bernard Pouy
Pour les articles homonymes, voir Pouy.
Œuvres principales
- L'Homme à l'oreille croquée (1987)
- La Belle de Fontenay (1992)
- RN86 (1992)
- La petite écuyère a cafté (1995)

Jean-Bernard Pouy, né le 2 janvier 1946 à Paris, est un auteur libertaire français de roman noir et un directeur de collections littéraires.
Auteur à succès, il a publié plus de 130 romans.
Au début des années 1980, avec les autres auteurs du néo-polar, il relance la Série noire, amoureux des jeux de mots et des canulars, il est parmi eux « le déconneur » selon son expression.

## Biographie
De père employé SNCF et mère au foyer, il passe sa jeunesse à faire les quatre cents coups à Vitry. Après ses études notamment à l’École pratique des hautes études, il est animateur culturel au lycée d'Ivry. Au contact des lycéens cinéphiles qui lui demandent de raconter son Mai 68, il écrit son premier roman Spinoza encule Hegel, qui sera publié quelques années après en 1983.
Il inaugure les collections (Zèbres, Le Poulpe, Pierre de Gondol, Série grise, Tourisme et polar). Il est notamment le créateur du personnage Gabriel Lecouvreur, dit Le Poulpe, aux éditions Baleine dont il est un des fondateurs, avec Patrick Raynal, Serge Quadruppani. Par la suite il lance la série Pierre de Gondol sur le même principe que le Poulpe, un personnage d'enquêteur littéraire, et la même année la série grise, une série en gros caractères destinée aux 72-83 ans.
Lors d'un débat, un spectateur affirme « Il n'y a que la littérature allemande qui vaille le coup. » Le défi l'amuse et Pouy fera tout pour qu'au moins un de ses écrits soit placé sur le rayon de littérature allemande. Il invente Arthur Keelt auteur d'un seul livre, Le Merle, lui rédige une biographie et le cite à plusieurs reprises dans ses romans. Si bien que, sur France Culture Serge Koster affirme avoir lu ce « très beau livre épuisé ». Pouy écrit donc son œuvre allemande, Le Merle, et le publie en 2002, laissant croire qu'il n'est que le traducteur d'Arthur Keelt.
Adepte de l'Oulipo, il pratique assidûment l'écriture à contraintes ; il participe notamment à l'émission Des Papous dans la tête sur France Culture. Nombre de ses œuvres appliquent une contrainte, le plus souvent cachée comme l'utilisation d'incipit de romans pour les attaques de chapitre, le cadavre exquis (par chapitre) pour La Vie duraille avec Daniel Pennac et Patrick Raynal sous le pseudonyme de « J.-B. Nacray ».
Depuis 2006 il est président d'honneur du prix du polar lycéen d'Aubusson (festival Nuits Noires), et aussi directeur de collection de Suite noire aux Éditions La Branche.
En 2014, il a été filmé pour l'anthologie cinématographique Cinématon, de Gérard Courant, dont il est le numéro 2834.
En 2021 il publie La mère noire coécrit avec Marc Villard et inspiré du mouvement des gilets jaunes.

## Œuvre

### Romans
- 1983 : Spinoza encule Hegel in Very Nice (Albin Michel, coll. Sanguine no 16, réédition Folio policier n°127 en 1996, puis dans la Trilogie spinoziste Folio policier n°917 en 2020)
- 1984 : Nous avons brûlé une sainte (Gallimard, coll. Série noire no 1968)
- 1985 : La Vie duraille, avec Patrick Raynal et Daniel Pennac sous le pseudonyme J.-B. Nacray (Fleuve noir Spécial Police no 1968)
- 1985 : Suzanne et les ringards (Gallimard. coll. Série noire no 2013)
- 1986 : La Pêche aux anges (Gallimard, coll. Série noire no 2042)
- 1987 : L'Homme à l'oreille croquée (Gallimard. coll. Série noire no 2098)
- 1988 : La Clef des mensonges (Gallimard, coll. Série noire no 2161)
- 1989 : Le Cinéma de papa (Gallimard, coll. Série noire no 2199)
- 1990 : Cinq nazes (L'Atalante)
- 1992 : La Belle de Fontenay (Gallimard, coll. Série noire no 2290)
- 1992 : RN 86 (Clô)
- 1994 : Le Bienheureux (L'Atalante)
- 1995 : La petite écuyère a cafté (Baleine no 1, coll. Le Poulpe)
- 1996 : 54 x 13 (L'Atalante)
- 1998 : À sec ! : Spinoza encule Hegel, le retour (Baleine no 111, coll. Canaille/Revolver, réédition Folio policier n°149, puis dans la Trilogie spinoziste Folio policier n°917 en 2020)
- 1998 : Le Poulpe, le film (novélisation avec Guillaume Nicloux et Patrick Raynal (Baleine no 145, coll. Le Poulpe)
- 1998 : Les Gros Culs (Baleine - hors commerce)
- 1999 : Larchmütz 5632 (Gallimard, coll. Série noire no 2532)
- 1999 : 94 (Éd. Grenadine 2000)
- 2000 : Démons et vermeils (Baleine, coll. Série grise no 1)
- 2000 : 1280 âmes (Baleine, coll. Pierre de Gondol no 1), en référence au roman de Jim Thompson, 1275 âmes
- 2002 : Le Merle, sous le pseudonyme d'Arthur Keelt ("trad. de l'allemand par J.-B. Pouy" (sic) (L'Atalante)
- 2002 : Sur le quai, photogr. Cyrille Derouineau (Terre de brume)
- 2003 : H4Blues (Gallimard, coll. Série noire, n° 2680)
- 2003 : Train perdu, wagon mort (La Vie du rail, coll. Rail noir)  (ISBN 2-915034-07-9)
- 2004 : Nycthémère (Les Contrebandiers éditeurs)  (ISBN 978-2-915438-01-7)
- 2004 : La Farce du destin, avec Patrick Raynal  (Les Contrebandiers éditeurs)  (ISBN 978-2-915438-04-8)
- 2004 : The Farce of the Destin (deuxième épisode de La Farce du destin), avec Patrick Raynal  (Les Contrebandiers éditeurs)  (ISBN 978-2-915438-08-6)
- 2005 : Le Rouge et le Vert (Gallimard, coll. Série noire n° 2731)  (ISBN 978-2-07-030516-2)
- 2005 : Sirop de Liège, avec Joe G. Pinelli (ill.) (Éd. Estuaire, coll. Carnets Littéraires)  (ISBN 978-2-87443-006-0)
- 2006 : Avec une poignée de sable : Spinoza encule Hegel 3 (Les Contrebandiers),  (ISBN 2-915438-15-3) réédition dans la Trilogie spinoziste Folio policier n°917 en 2020
- 2006 : Fratelli, avec Joe G. Pinelli (ill.) (Éd. Estuaire),  (ISBN 978-2-87443-016-9)
- 2006 : Le Petit Bluff de l'alcootest (La Branche, coll. Suite noire no 5)
- 2007 : Nus (Fayard, coll. Fayard Noir)
- 2007 : Au pied du mur (Belin jeunesse, coll. Charivari). Rééd. sous le titre Le Mur et au-delà (2008)
- 2008 : La Récup' (Fayard, coll. Fayard Noir)
- 2008 : Mes soixante huîtres, Folie d'encre.
- 2008 : Feuque ! (Mare Nostrum, coll. Polar Rock, no 5)
- 2009 : Rosbif saignant (Coop-Breizh, coll. Les enquêtes de Léo Tanguy)
- 2009 : Cinq bières, deux rhums (Baleine, coll. Le Poulpe, n° 261)
- 2009 : Blacklagoon, (les mille univers)
- 2010 : Holiday (Baleine)
- 2011 : Colère du présent (Baleine)
- 2011 : Le Bar parfait (Les éditions de l'atelier in8, coll. Polaroid)
- 2011 : Samedi 14 (La Branche, coll. « Vendredi 13 »)
- 2012 : Sous le vent, avec Joe G. Pinelli (ill.) (JC Lattès),  (ISBN 978-2-7096-3702-2)
- 2013 : Calibre 16 mm (Les éditions de l'atelier in8, coll. Polaroid)
- 2014 : Plein le dos (Les petits polars du Monde)
- 2014 : S63, en hommage au Téléphone S63, Éditions Invenit / Musée des Confluences, 76 pages  (ISBN 978-2-9186-9868-5)
- 2015 : Tout doit disparaître (Gallimard, coll. Série noire)
- 2016 : Le Merle d'Arthur Keelt (L'Atalante)
- 2018 : Ma ZAD (Gallimard, coll. Série noire),  (ISBN 9782072753756)
- 2018 : Mes soirs sans tweet (Folies d'encre)
- 2018 : Lord Gwynplaine (Albin Michel) en collaboration avec Patrick Raynal
- 2020 : Trilogie spinoziste Folio policier n°917, recueil reprenant les trois romans Spinoza encule Hegel, À sec ! , et Avec une poignée de sable, préface de Jean-Bernard Pouy,  (ISBN 978-2-07-290763-0)
- 2021 : La Mère noire, (Gallimard, coll. Série noire) coécrit avec Marc Villard [6]
- 2021 : Chassé-croisé (La Bleu-Turquin/Douro) avec des photos de Elizabeth Prouvost
- 2022 : En attendant Dogo, Gallimard[7]  (ISBN 9782072941153)
- 2025 : Nycthémère, Éditions Moby Dick

### Feuilletons
- 2010 : Les Compagnons du veau d'or - Volume 1 (Baleine, coll. "Hors collection"),  (ISBN 978-2-84219-460-4), initialement paru dans la revue Shanghaï Express en 2006

### Nouvelles
- 1994 : Plein tarif (Ed. Mille et Une Nuits)  (ISBN 2-84205-138-6)
- 1995 : L'ABC du métier (La loupiote, coll "Zèbres")
- 1997 : J'ai fait l'aérotrain (Baleine, coll. "Tourisme et polar")  (ISBN 2-911222-13-X)
- 1998 : Mission secrète (Clé International éditeur).
- 2000 : Comme jeu, des sentiers... (Éd. Liber Niger) illustré par Baru
- 2000 : Chasse à l'homme, avec Patrick Raynal (Éd. Mille et une nuits), adapté en court métrage en 2010 par Stéphane Olijnyk
- 2002 : En haut Dumas (illustrations de Philippe Lechien), Eden.
- 2004 : Onze fois l'OM : Le Tacle et la plume, Collectif, L'Écailler du SudTextes de Marie Desplechin, Jean-Bernard Pouy, Frédéric H. Fajardie, Didier Daeninckx, Cyril Marasque, René Frégni, Jean-Paul Delfino, Serge Scotto, Jean-Christophe Duchon-Doris, Xavier-Marie Bonnot, et François Thomazeau
- 2004 : La Vie payenne (Éd. Autrement, coll. Noir urbain)  (ISBN 978-2-7467-0511-1)
- 2007 : Ah, que la montagne est belle ! in 3 nouvelles noires (en collaboration avec Didier Daeninckx et Chantal Pelletier), Gallimard-éducation.
- « Gromochecon ». In Pouy, Jean-Bernard (dir.). Bloody Birthday : nouvelles. Paris : la Branche, 2008, p. 19-26.  (ISBN 978-2-35306-024-5). Ill. Jacques Tardi.
- 2011 : Virus à roulettes (Éd. Écorce, coll. Arobase)

### Recueils de nouvelles
- 1993 : La Chasse au tatou dans la pampa argentine (Canaille)
- 1994 : Palmiers et crocodiles (Clô)
- 1997 : Le Jour de l'urubu (La Loupiote, coll. "Tamanoir")  (ISBN 978-2-84219-144-3)
- 2001 : L'Angoisse du banc de touche au moment du coup d'envoi (Baleine, coll. "Instantanés de polar")
- 2001 : Les Roubignoles du destin (La Loupiote, 1997 puis Gallimard. coll, "Série noire" n° 2616)
- 2005 : Ping-pong, avec Marc Villard (Rivages, coll. Rivages/Noir)  (ISBN 978-2-7436-1440-9)
- 2006 : La Mauvaise Graine et autres nouvelles (Gallimard, "Folio")
- 2007 : Ma vie s'appelle Peut-être (Ed. La Voix du Nord 2008)
- 2008 : Tohu-bohu (en collaboration avec Marc Villard), Rivages/Noir no 673.
- 2008 : La Vengeance du casse-croûte et autres nouvelles[8], coll. ELB Nouvelles)
- 2009 : Les pieds palmés, Paris, Jean-Paul Rocher, coll. « Les Fruits Défendus », 50 p. (ISBN 978-2-917411-22-3, présentation en ligne)Une fable où les pieds sont les héros d'un Festival de Cannes.
- 2010 : Zigzag (en collaboration avec Marc Villard) ; Rivages/Noir
- 2013 : Que ma blessure soit mortelle (nouvelle sur le thème du Tour de France), 12-21

### Anthologies (direction)
- Les Sept familles du polar, Baleine, 2000.
- Bloody Birthday : nouvelles. Paris : la Branche, novembre 2008.  (ISBN 978-2-35306-024-5)

### Poésie
- 1985 : Le Casse-pipe intérieur (Editions Offset, Nice)
- 1998 : Cendres chaudes (Les Éditions du Ricochet, coll. "Les Mascarets du Ricochet")  (ISBN 978-2-911013-13-3)

### Documents, essais
- 1991 : avec Pascal Pierozzi, ill. Katy Couprie, Vélo : sur la route du Tour, Albin Michel jeunesse
- 1999 : N'importe quoi pourvu que ça bouge (Éd. Stylus)  (ISBN 978-2-912870-04-9)
- 2004 : Je hais le cinéma (Les Contrebandiers éditeurs, coll. Adk Pamphlet)   (ISBN 978-2-9519753-1-6)
- 2005 : L'Expédition Sanders-Hardmuth (Antoine de Kerversau éditeur)  (ISBN 978-2-9519753-2-3)
- 2005 : Pétaouchnock (Antoine de Kerversau éditeur)  (ISBN 978-2-9519753-3-0)
- 2006 : L'Encyclopédie des cancres, des rebelles et autres génies (sous la direction d'Anne Blanchard et en collaboration avec Serge Bloch), Gallimard-jeunesse.
- 2007 : Tentative d'affiliation (en collaboration avec Tatiana Trouvé), Musée d'art contemporain du Val-de-Marne.
- 2007 : Les Écrivains vus du ciel, (Antoine de Kerversau).
- 2007 : 1664, la bataille de Cronenbourg, (Antoine de Kerversau).
- 2008 : Petit précis de littérature précaire, Les Contrebandiers.
- 2009 : Une brève Histoire du Roman noir (Éditions du 81)  (ISBN 978-2-915543-25-4)
- 2010 : Power Hebdo, œuvre collective de journalisme d'anticipation, numéros 3317[9] et 3332[10]
- 2010 : Bord à canal. L'Escaut à l’œuvre, Éditions Invenit
- 2011 : Rémy Cogghe, Combat de coqs en Flandre, Éditions Invenit.
- 2014 : Abécédaire du polar, en collaboration avec Marc Villard

### Théâtre
- 1994 : La Mise en tropes. Théâtre (hors commerce : Festival du Crime de Saint-Nazaire)
- 2001 : La Base. Théâtre, éd. Sous le paillasson

### Scénario de BD
- 1999 : Noces de chien (dessins de Jürg), Le Masque, "Petits meurtres"[11].
- 2001 : À l'ombre des étoiles (dessins de Jürg), Le Masque, "Petits meurtres".

### Ouvrages collectifs
- Les Papous dans la tête, l'anthologie, dir. Bertrand Jérôme et Françoise Treussard, Gallimard, 2007
- Le Dictionnaire des Papous dans la tête, dir. Françoise Treussard, Gallimard, 2007

## Prix et distinctions

### Prix
- 1985 : Prix Polar & Co, Bruxelles (pour Nous avons brûlé une sainte)
- 1986 : Prix de la ville de Reims (pour La Pêche aux anges)
- 1989 : Prix Polar (pour La Clef des mensonges)
- 1990 : Prix des lecteurs des comités d'entreprise de Saint-Nazaire (pour Le Cinéma de papa)
- 1992 : Trophée 813 du meilleur roman (pour La Belle de Fontenay)[12]
- 1993 : Trophée 813 de la nouvelle (pour La Chasse au tatou dans la pampa argentine)[12]
- 1993 : Prix Mystère de la critique (pour La Belle de Fontenay)[13]
- 1995 : Prix de la nouvelle de Nanterre (pour Casimir)
- 1995 : Prix Polar La Roche-sur-Yon (pour La petite écuyère a cafté)
- 1995 : Prix Polar (pour L'ABC du métier)
- 1996 : Trophée 813 Maurice-Renault (pour La petite écuyère a cafté)[12]
- 1996 : Grand prix Paul-Féval de littérature populaire de la SGDL (pour RN86 et La Petite Écuyère a cafté)
- 1999 : Prix Michel-Lebrun de la ville du Mans (pour Larchmütz 5632)[14]
- 2003 : Mention Spéciale du Jury Prix Jasmin (pour la nouvelle « Les Partageux », Votre Beauté n° 763, 12/2002-01/2003)
- 2007 : Prix des Lecteurs Ancres Noires, Association Ancres Noires, Le Havre (pour L'Homme à l'oreille croquée)
- 2007 : Prix de la presse des jeunes à Montreuil (pour L'Encyclopédie des cancres)
- 2007 : Prix de la Nuit du livre, catégorie jeunesse (pour L'Encyclopédie des cancres)
- 2007 : Bologna Ragazzi Award, catégorie Non-Fiction, Foire du livre de jeunesse de Bologne (pour L'Encyclopédie des cancres)
- 2008 : Grands prix de l'humour noir, catégorie prix de l'humour noir Xavier-Forneret (pour l'ensemble de son œuvre)
- 2009 : Trophée Georges-Hugot, 5e Biennale du polar - Aniche (pour l'ensemble de son œuvre)
- 2018 : Groprix de littérature grolandaise au Festival International du Film Grolandais pour Ma ZAD

### Nomination
- 2013 : Prix du polar lycéen d'Aubusson (L'Homme à l'oreille croquée)[15]